# Flora Mexicana
Flora Mexicana (abreviado Fl. Mexic.) es un libro con ilustraciones y descripciones botánicas que fue escrito conjuntamente por  Martín Sessé y Lacasta & José Mariano Mociño y publicado en 10 partes en los años 1891-1897. Una segunda edición fue publicada en el año 1894.